# Trousdale County
Trousdale County är ett administrativt område i delstaten Tennessee, USA. År 2010 hade countyt 7 870 invånare. Den administrativa huvudorten (county seat) är Hartsville. Countyt har fått sitt namn efter William Trousdale.

## Geografi
Enligt United States Census Bureau har countyt en total area på 302 km². 296 km² av den arean är land och 6 km² är vatten. 

### Angränsande countyn
- Macon County - norr
- Smith County - öst
- Wilson County - söder
- Sumner County - väst